# Monomorium donisthorpei
Monomorium donisthorpei är en myrart som beskrevs av W. C. Crawley 1915. Monomorium donisthorpei ingår i släktet Monomorium och familjen myror. Inga underarter finns listade i Catalogue of Life.